# Powstanie bukolów
Powstanie bukolów (z greckiego Βουκόλοι – pasterze wołów) było zrywem mającym miejsce w Dolnym Egipcie w latach 167–172 n.e. P
Pasterze żyjący w regionie bagiennym położonym na południe od Aleksandrii już w latach panowania cesarza Domicjana występowali przeciwko Rzymianom. Do kolejnego zrywu doszło w okresie panowania Marka Aureliusza, a potwierdzają to zapiski kilku antycznych autorów m.in. Kasjusza Diona. Na czele powstania stanął kapłan o imieniu Izodorus.
Rebelia zaczęła się po tym, gdy kilku pasterzy w przebraniu kobiet udało się do rzymskiego centuriona, obiecując mu pieniądze. W trakcie rozmowy centurona oraz towarzyszącego mu urzędnika zabito, okrutnie bezczeszcząc zwłoki. Wkrótce do rewolty przyłączyło się wielu miejscowych Egipcjan.
Powstanie pasterzy w Egipcie nie było zapewne niczym więcej niż poważniejszym i przedłużającym się objawem anarchii w rejonie od lat cierpiącym na skutek działalności rozbójników. Niezależnie jednak od tego, jakie były źródła tego powstania, jest ono godne uwagi jako jedyny zanotowany przykład otwartego i zdecydowanego wystąpienia rdzennej ludności egipskiej w II wieku n.e. przeciw Cesarstwu rzymskiemu. Ich pochód dotarł aż do Aleksandrii, gdzie zostali rozbici przez namiestnika Syrii Awidiusza Kasjusza.